# مارك وولف
مارك وولف هو لاعب هوكي الجليد كندي، ولد في 30 سبتمبر 1970 في براندون في كندا.

## وصلات خارجية
- مارك وولف على موقع دوري الهوكي الوطني (الإنجليزية)
- مارك وولف على موقع EliteProspects.com (الإنجليزية)
- مارك وولف على موقع HockeyDB.com (الإنجليزية)